# Afonso Sousa
Afonso Gamelas de Pinho Sousa (Aveiro, 3 de maio de 2000) é um futebolista português que atua como meio-campista. Atualmente, atua pelo Lech Poznań.

## Carreira

### Porto
Natural de Aveiro, Sousa regressou à formação do Porto em 2013, com 13 anos, após uma primeira passagem nas camadas jovens dos Dragões em 2009. Em 25 de agosto de 2019, Afonso fez a sua estreia profissional pelo Porto B na LigaPro, jogando os 90 minutos e marcando um golo numa vitória por 3–1 no terreno do Farense.
Sousa fez parte da equipa do Porto que venceu a Youth League de 2018–19. Na final, Afonso marcou o 3º golo numa vitória por 3–1 sobre o Chelsea.

### B-SAD
A 9 de setembro de 2020, Sousa assinou um contrato de 4 anos com o B-SAD, da Primeira Liga, com o Porto a manter 50% dos direitos económicos do jogador. A 18 de setembro, fez a sua estreia na Primeira Liga, substituindo Silvestre Varela aos 67 minutos de uma derrota por 1–0 no terreno do Vitória SC. A 20 de dezembro, Afonso marcou o seu primeiro golo pelo B-SAD, numa vitória caseira por 2–1 sobre o Braga.

### Lech Poznań
A 30 de junho de 2022, Sousa transferiu-se para o Lech Poznań, campeão em título da Ekstraklasa, por um valor na ordem dos 1 milhão e 200 mil euros; Afonso assinou um contrato de 4 anos pelo clube polaco. Fez a sua estreia a 9 de julho, entrando como suplente aos 64 minutos de uma derrota por 2–0 frente ao Raków Częstochowa, na Supertaça da Polónia.

## Carreira Internacional
Sousa somou 42 internacionalizações pelos escalões juvenis de Portugal, estreando-se pelos Sub-15 em 2015.
A 7 de outubro de 2021, fez a sua estreia por Portugal Sub-21, numa goleada em casa por 11–0 sobre o Liechtenstein, num jogo de qualificação para o Euro Sub-21 de 2023. Sousa marcou o seu primeiro golo pelos Sub-21 a 24 de setembro de 2022, numa vitória por 4–1 sobre a Geórgia, num amigável.

## Vida Pessoal
O pai de Afonso, Ricardo Sousa, e o seu avô, António Sousa, foram ambos futebolistas, atuando como médios e, posteriormente, tornaram-se treinadores.

## Estatísticas de Carreira
- Atualizado até 4 de junho de 2023

| Clube             | Temporada         | Campeonato        | Campeonato | Campeonato | Taça Nacional | Taça Nacional | Taça da Liga | Taça da Liga | Competições Continentais | Competições Continentais | Outro | Outro | Total | Total |
| Clube             | Temporada         | Liga              | Jogos      | Golos      | Jogos         | Golos         | Jogos        | Golos        | Jogos                    | Golos                    | Jogos | Golos | Jogos | Golos |
| ----------------- | ----------------- | ----------------- | ---------- | ---------- | ------------- | ------------- | ------------ | ------------ | ------------------------ | ------------------------ | ----- | ----- | ----- | ----- |
| Porto B           | 2019–20           | LigaPro           | 21         | 7          | —             | —             | —            | —            | —                        | —                        | —     | —     | 21    | 7     |
| B-SAD             | 2020–21           | Primeira Liga     | 32         | 2          | 3             | 0             | 0            | 0            | —                        | —                        | —     | —     | 35    | 2     |
| B-SAD             | 2021–22           | Primeira Liga     | 30         | 1          | 3             | 2             | 1            | 0            | —                        | —                        | —     | —     | 34    | 3     |
| B-SAD             | Total             | Total             | 62         | 3          | 6             | 2             | 1            | 0            | —                        | —                        | —     | —     | 69    | 5     |
| Lech Poznan       | 2022–23           | Ekstraklasa       | 24         | 4          | 1             | 1             | —            | —            | 8                        | 2                        | 1     | 0     | 34    | 7     |
| Lech Poznan II    | 2022–23           | II Liga           | 1          | 0          | 0             | 0             | —            | —            | —                        | —                        | —     | —     | 1     | 0     |
| Total de Carreira | Total de Carreira | Total de Carreira | 108        | 14         | 7             | 3             | 1            | 0            | 8                        | 2                        | 1     | 0     | 125   | 19    |

1. ↑  Inclui Taça de Portugal e Taça da Polónia
2. ↑  Inclui Taça da Liga
3. ↑  Jogos na Liga Conferência
4. ↑  Jogo na Supertaça da Polónia

## Títulos
Porto
- Youth League: 2018–19[4]